# Gisbert zu Knyphausen

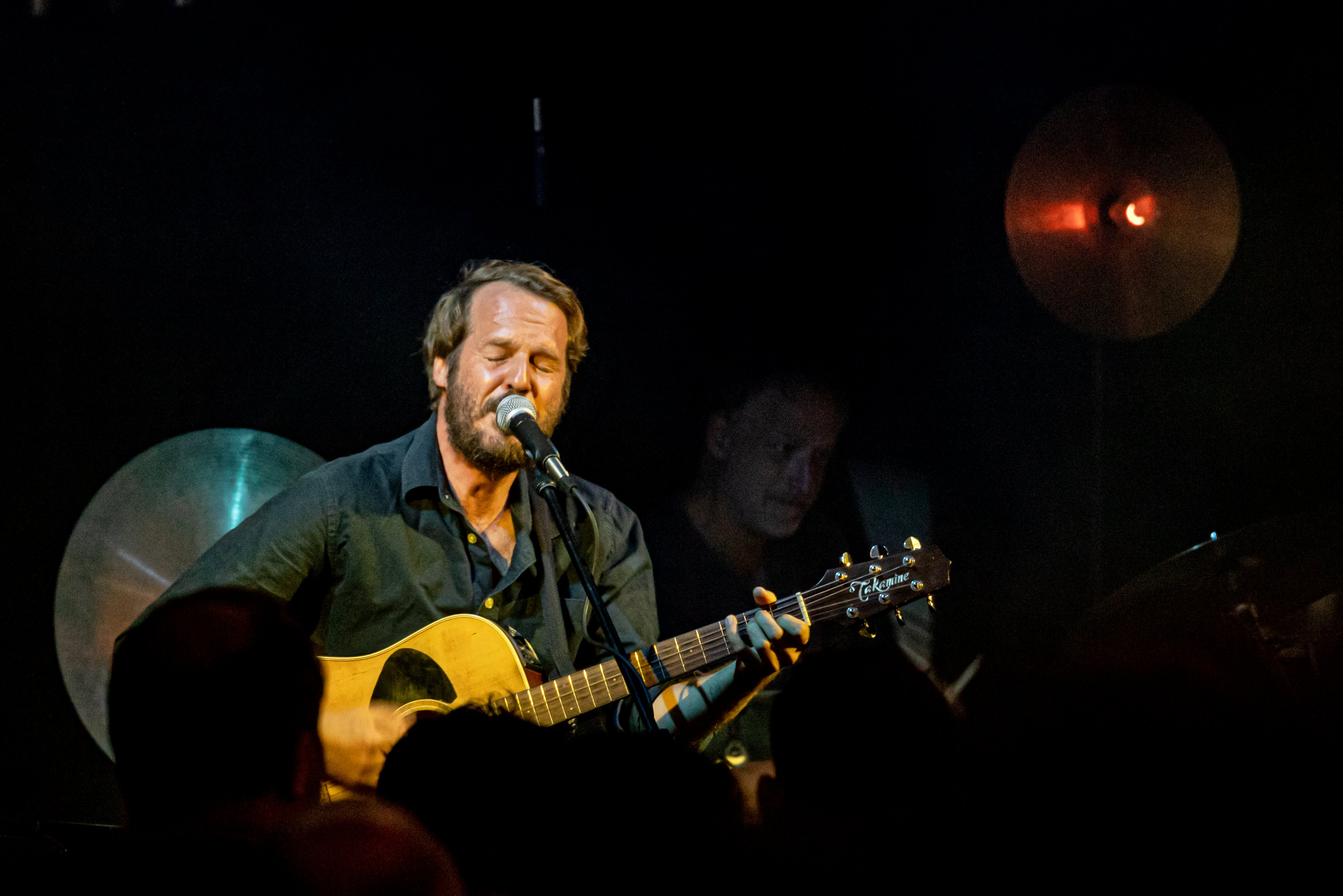
Gisbert zu Knyphausen auf dem ZMF 2019 in Freiburg

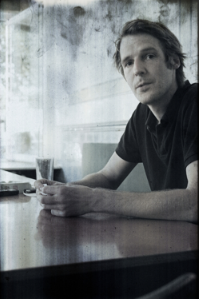
Gisbert zu Knyphausen (2008)

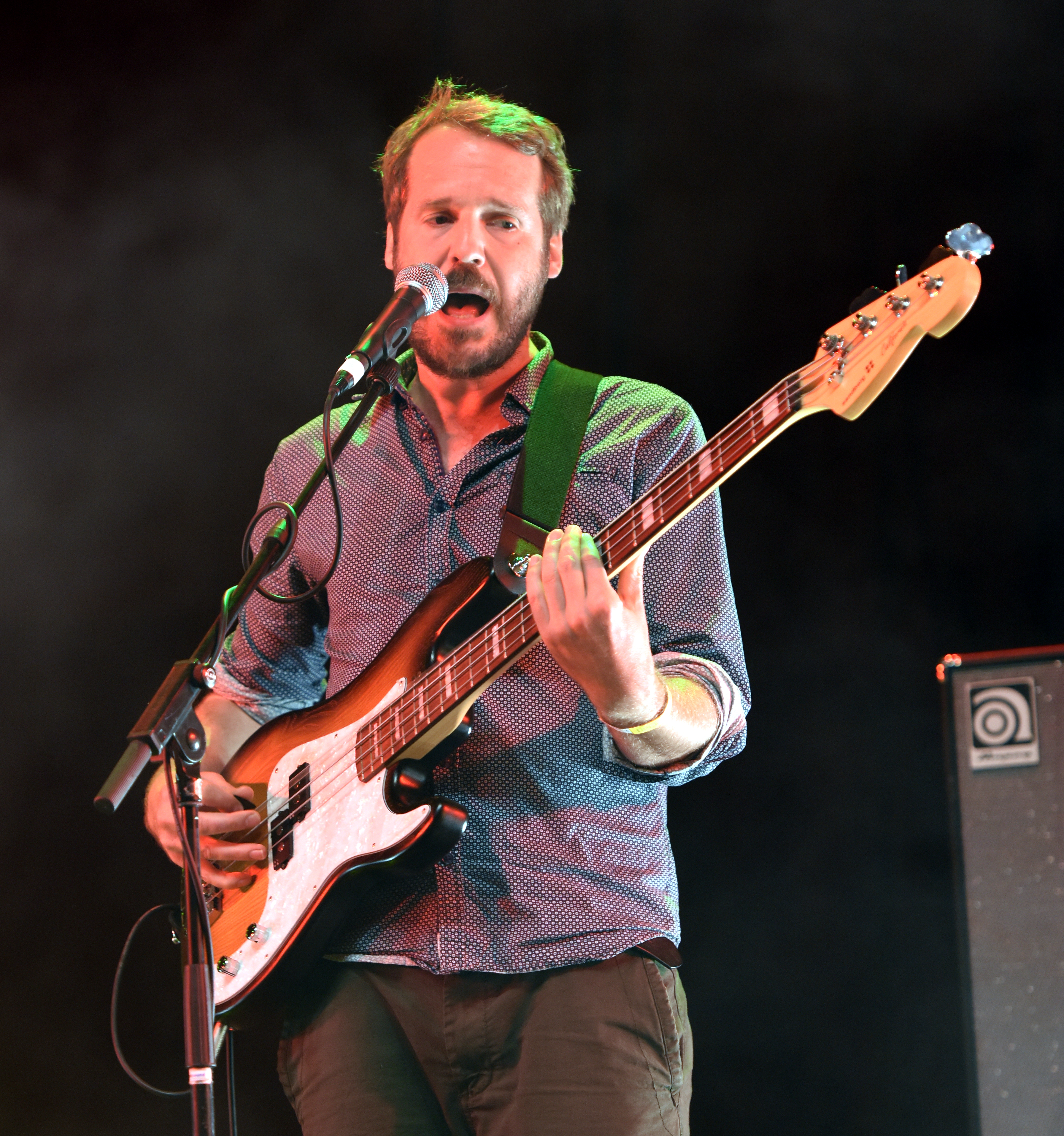
Gisbert zu Knyphausen am Bass für Olli Schulz (Open Flair 2015)

Gisbert zu Knyphausen (* 23. April 1979 in Wiesbaden; vollständiger Name: Gisbert Wilhelm Enno Freiherr zu Innhausen und Knyphausen) ist ein deutschsprachiger Liedermacher, Sänger und Gitarrist aus Eltville-Erbach im hessischen Rheingau.

## Beruflicher Werdegang
Nach einem Aufenthalt in Berlin studierte zu Knyphausen Musiktherapie in Nijmegen, Niederlande. Im August 2005 gründete er mit Philipp Heintze das Indie-Label Omaha Records. Im darauffolgenden Herbst trat er erstmals unter seinem eigenen Namen alleine öffentlich auf, inzwischen bevorzugt er die Dynamik einer ganzen Band bei den meisten seiner Auftritte. Sein Debütalbum Gisbert zu Knyphausen erschien am 25. April 2008 bei PIAS Germany. Es enthält sowohl solistische als auch mit Band begleitete Lieder. Zu Knyphausens Texte haben einen melancholischen, aber meist hoffnungsvollen Charakter. Als musikalische und lyrische Einflüsse nennt zu Knyphausen ClickClickDecker, Ton Steine Scherben und Element of Crime. 2009 wurde zu Knyphausen mit dem HANS als bester Hamburger Künstler ausgezeichnet. In diesem Jahr fand auch das erste Heimspiel, ein fortan jährlich veranstaltetes Sommerkonzert, auf dem Weingut seiner Familie in Eltville-Erbach statt, aus dem sich das Festival Heimspiel Knyphausen entwickelte, bei dem neben Gisbert zu Knyphausen unter anderen Kettcar, Element Of Crime, Sophie Hunger, The Notwist und AnnenMayKantereit auftraten.
Von Oktober 2006 bis April 2010 lebte zu Knyphausen in Hamburg, anschließend zog er nach Berlin.
Am 23. April 2010 erschien sein zweites Album Hurra! Hurra! So nicht., das auf Platz 12 in die deutschen Albumcharts einstieg. Am 29. Oktober 2010 veröffentlichte zu Knyphausen gemeinsam mit Nils Koppruch eine Split-Single, die den Song Knochen und Fleisch enthält, der zuvor bereits auf einem Sampler zugunsten des Hamburger Straßenmagazins Hinz&Kunzt erschienen war.
Am 3. März 2011 erschien auf dem Bielefelder Label Kapitän Platte eine weitere Split-7"-Single gemeinsam mit der Band Lichter, auf der sie sich gegenseitig covern. Zu Knyphausen spielte Lichters Leerer Raum und Lichter interpretierten Spieglein Spieglein.
In dem 2011 erschienenen Film Halt auf freier Strecke von Andreas Dresen ist zu Knyphausen mit Sommertag im Abspann zu hören. 2011 trat er bei einigen Konzerten gemeinsam mit Francesco Wilking und Moritz Krämer und deren Projekt Die Höchste Eisenbahn auf, auch auf der 2012 erschienenen EP Unzufrieden war er in dem Lied Der Himmel ist Blau mit einem Gesangspart vertreten. 2012 arbeitete er bis zu dessen Tod mit Nils Koppruch zusammen. Unter dem Namen Kid Kopphausen gründeten sie gemeinsam eine Band und veröffentlichten das Album I.
Nach dem Tod von Koppruch zog sich zu Knyphausen für ein Jahr musikalisch weitestgehend zurück. Er ging für das Goethe-Institut in den Iran und arbeitet mit der iranischen Band  Pallet zusammen.
2013 beteiligte sich zu Knyphausen am Märchen-Projekt Es war einmal und wenn sie nicht. und las Der Froschkönig oder Der eiserne Heinrich für diese Doppel-CD ein.
2014 begleitete er Olli Schulz bei seiner Tournee. Er spielte den Bass in dessen Band und auch bei den Aufnahmen des Albums Feelings aus der Asche, das im Januar 2015 erschien und Platz vier der Albumcharts erreichte. Bereits bei den vorherigen Alben von Olli Schulz, Es brennt so schön (2009) und SOS – Save Olli Schulz (2012), war zu Knyphausen als Gastmusiker beteiligt.
Mit Moses Schneider und Tobias Friedrich gründete Knyphausen 2016 das Bandprojekt Husten zu Anfang unter der Prämisse nicht live aufzutreten, sondern jedes Jahr eine neue EP zu veröffentlichen.
Im Oktober 2017 veröffentlichte zu Knyphausen sein drittes Album Das Licht dieser Welt, das von Jean-Michel Tourette (Wir sind Helden) produziert wurde. Das gleichnamige Lied Das Licht dieser Welt ist der im Abspann gespielte Titelsong des im Februar 2017 veröffentlichten Filmes Timm Thaler oder Das verkaufte Lachen.
Auf dem Reeperbahn Festival 2020 trat er im Duo mit dem Pianisten Kai Schumacher und unter Corona-Rahmenbedingungen live im Hamburger Michel auf. Gemeinsam interpretierten sie Lieder von Franz Schubert (1797–1828). Das Konzert wurde auch auf ndr.de, der Internetseite des NDR, per Videostream übertragen.

## Rezeption
Als herausstechende Veröffentlichung des Frühsommers 2008 beschrieb Carina Prange sein Debütalbum als eine spezielle „Mischung aus deutschen Texten, Melancholie in der Sprache sowie bis zur Verwegenheit gehender persönlicher Ehrlichkeit“. „Sparsam“ gehe er bei seinen Liedern „zu Werke, was den knapp mit Klampfe und hin und wieder Cello instrumentierten und kauzig betexteten Geschichten, die er zu erzählen hat, indes keinen Abbruch“ tue. Zu Knyphausen dichte in der Diktion des vergangenen Jahrhunderts und spreche dennoch auch eine sehr junge Klientel an. In manchen Momenten erinnere das Album an das Werk Sven Regeners. Der „Orpheus mit Gitarre“ nehme „den Weltschmerz auf sich“, bewahre sich dabei aber „eine Haltung, die ihn an ein Morgen glauben läßt“.

## Diskografie

### Alben
Soloalben
- 2008 – Gisbert zu Knyphausen
- 2010 – Hurra! Hurra! So nicht.
- 2017 – Das Licht dieser Welt
- 2021 – Lass irre Hunde heulen (mit Kai Schumacher)

Alben mit der Band Kid Kopphausen
- 2012 – I

Livealben
- 2009 – Gisbert zu Knyphausen live @ Fliegende Bauten (als Beilage zur Zeitschrift Rolling Stone (Mai 2009); nicht im Handel erhältlich)
- 2012 – Gisbert zu Knyphausen & Band – Live im Konzerthaus Dortmund 2011 (limitiert auf 8000 Exemplare)

### Singles & EPs
- 2006 – Spieglein, Spieglein / Sommertag EP
- 2008 – Sommertag
- 2010 – Melancholie
- 2010 – Die Aussicht, Split-Single mit Nils Koppruch
- 2011 – Leerer Raum / Spieglein, Spieglein (Split-Single mit Lichter, Kapitän Platte)
- 2011 – GZK vs CCD (Split-EP mit ClickClickDecker)
- 2017 – Das Licht dieser Welt

EPs mit der Band Husten
- 2017: Husten
- 2018: Zurück Zum Heißen
- 2019: Teil 4 und 5 und 6
- 2020: Wohin wir drehen

Alben mit der Band Husten
- 2022: Aus allen Nähten
- 2023: Aus einem nachtlangen Jahr

## Auszeichnungen
- 2009: HANS – Der Hamburger Musikpreis – Bester Hamburger Künstler
- 2018: Rudolstadt-Festival RUTH